# Demolition Man
Demolition Man er en amerikansk dystopisk science fiction- og actionfilm fra 1993 instrueret af Marco Brambilla og med Sylvester Stallone i hovedrollen. Desuden medvirker Wesley Snipes, Sandra Bullock og Nigel Hawthorne.

## Modtagelse
Filmen fik en blandet modtagelse af kritikerne og har opnået 62% på Rotten Tomatoes og kun 34% på Metacritic. Den blev en moderat publikumssuccess og indbragte $159 millioner på verdensplan, hvoraf $58 millioner i USA. Den blev den 18. mest indbringende film i USA i 1993.
Filmen blev nomineret til tre Saturn Award, og en Razzie Award (Sandra Bullock).

## Medvirkende
- Sylvester Stallone: John Spartan (politi)
- Sandra Bullock: Lenina Huxley (politi)
- Wesley Snipes: Simon Phoenix (storforbryder)
- Nigel Hawthorne: dr. Raymond Cocteau (San Angeles' diktator)
- Benjamin Bratt: Alfredo Garcia (politi)
- Bob Gunton: Gorge Earl (politimester)
- Denis Leary: Edgar Friendly (oprørsleder)
- Glenn Shadix: Bob (Cocteaus assistent)
- Bill Cobbs: Zachary Lamb 2032 (politi)
- Jesse Ventura: kryofange
- Rob Schneider: Erwin (politi)